# Steven Point

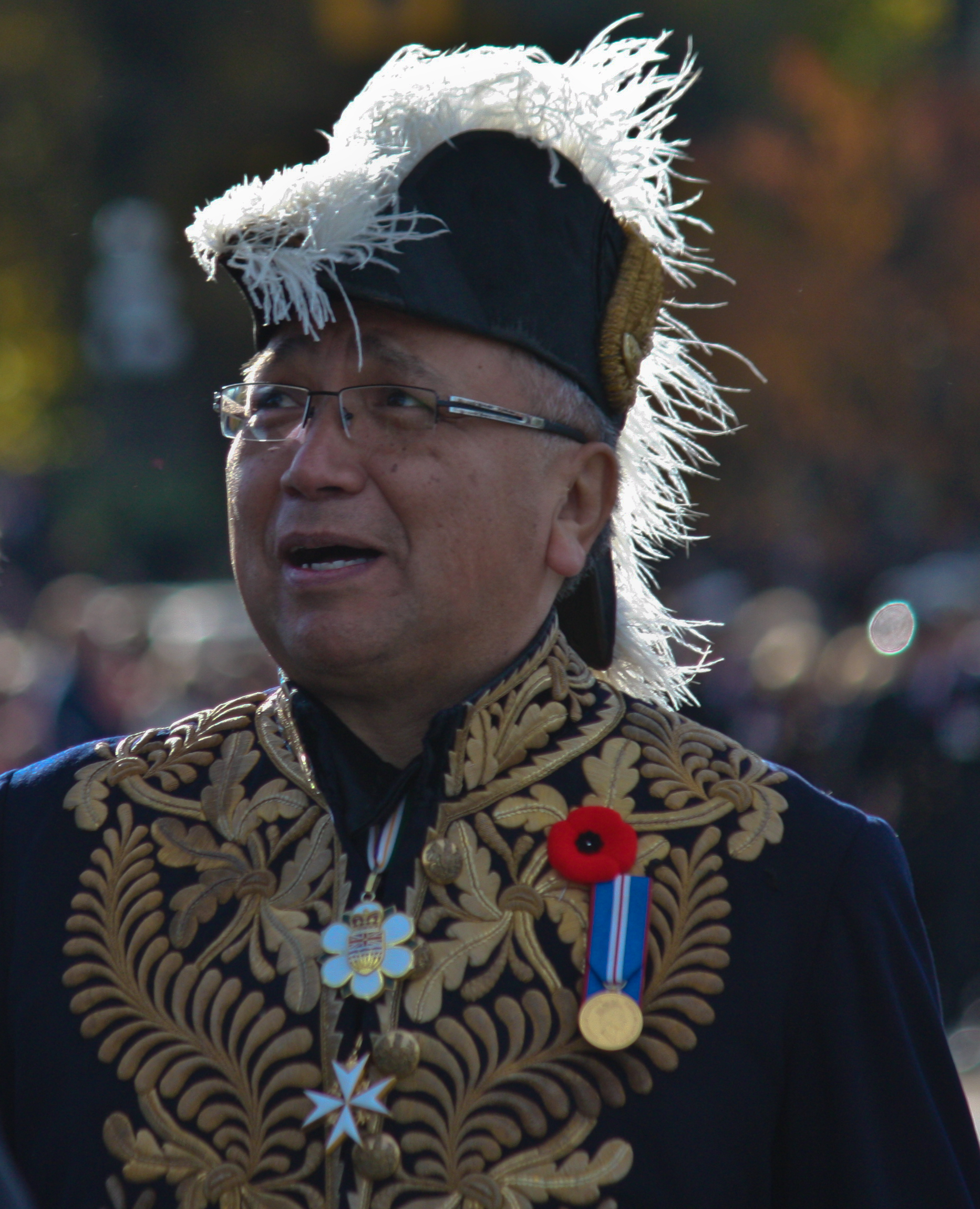
Steven Point

Steven Lewis Point, OBC (Halkomelem: Xwĕ lī qwĕl tĕl; * 28. Juli 1951 in Chilliwack, British Columbia) ist ein kanadischer Richter. Von 2007 bis 2012 war er der Vizegouverneur der Provinz British Columbia.

## Biografie
Point war von 1975 bis 1999 Häuptling der zu den Stó:lō gehörenden Skowkale First Nation. Er gelangte zur Überzeugung, dass er für den Umgang mit Behörden juristische Kenntnisse benötigt und studierte aus diesem Grund Recht an der University of British Columbia. 1985 schloss er als Bachelor of Laws ab und war von 1986 bis 1989 in einer Kanzlei beschäftigt. Danach war er für die Vereinigung der Indianerhäuptlinge von British Columbia sowie für das Ministerium für Beschäftigung und Einwanderung tätig. Ab 1994 leitete er Programm für Rechtsstudien der First Nations an der University of British Columbia, im selben Jahr übernahm er das Präsidium des Stammesverbandes der Stó:lō-Nation.
Beide Ämter gab Point 1999 auf, als er zum Richter am Obersten Gerichtshof der Provinz ernannt wurde. Ab 2005 leitete er die British Columbia Treaty Commission, welche verschiedene ausstehende Rechtsstreitigkeiten zwischen der Provinzregierung und den Ureinwohnern beilegen soll. Generalgouverneurin Michaëlle Jean vereidigte ihn am 30. September 2007 als Vizegouverneur von British Columbia. Als solcher repräsentierte das Staatsoberhaupt, Königin Elisabeth II., auf Provinzebene. Er war der erste Vertreter der Ureinwohner in diesem Amt und hatte dieses bis zum 1. November 2012 inne.